# Víctor Valdéz Meléndez
Víctor Edinson Valdéz Meléndez (Pucallpa, 13 de octubre de 1960) es un abogado y político peruano. Fue congresista de la República por Ucayali en el periodo parlamentario 2001-2006.

## Biografía
Nació en la ciudad de Pucallpa, el 13 de octubre de 1960.
Cursó sus estudios primarios en su ciudad natal, y secundarios tanto en Pucallpa como en Lima, a donde vino en 1978. En 1981, ingresó a la Facultad de Derecho de la Universidad San Martín de Porres, de donde egresa en 1986 y logra graduarse como abogado.
Es graduado en Desarrollo Nacional y Seguridad Nacional por el Centro de Altos Estudios Nacionales (CAEN).
Es autor de varias obras, entre otras "El Perú frente al futuro", "Sociología Jurídica", "Principios Generales del Derecho", "Las Garantías Constitucionales", "Máximas para el diario buen vivir".

## Labor política
Su carrera política se inicia en 1992 cuando se presentó como candidato al Congreso Constituyente Democrático sin éxito. De igual manera tuvo en las elecciones parlamentarias del 2000 cuando volvió a presentarse, esta vez, como miembro del partido Unión por el Perú.

### Congresista (2001-2006)
Fue elegido como congresista de la República, representando al departamento de Ucayali, en las elecciones del 2001 por el partido Perú Posible para el periodo parlamentario 2001-2006.
En el parlamento fue presidente de la Comisión de Transportes y Comunicaciones y miembro de las comisiones de Producción y Pymes y de Comercio Exterior.
En 2003, fue retirado del partido por proceso de disciplina. Sin embargo, volvió a reincorporarse.
Intentó la presidencia regional de Ucayali en las elecciones del 2006 por el movimiento Ucayali Dignidad quedando en el sexto lugar con sólo el 4.289% de los votos.